# Paul Bonwick
Pour les articles homonymes, voir Bonwick.
Paul Bonwick (né le 24 octobre 1964) est un homme politique canadien de l'Ontario. Il est député fédéral libéral de la circonscription ontarienne de Simcoe—Grey de 1997 à 2004.

## Biographie
Né à Collingwood en Ontario, Bonwick entame une carrière politique en siégeant au conseil municipal de Collingwood de 1994 à 1997. 
Élu en 1997 et réélu en 2000, il devient secrétaire parlementaire du ministre des Ressources humaines et du Développement des compétences particulièrement chargé des prêts étudiants Joe Volpe en 2003. Lorsque Paul Martin remplace Jean Chrétien au poste de premier ministre du Canada, il est nommé au Conseil privé de la Reine pour le Canada. Il est défait par une faible marge en 2004.